# Casa Senyorial de Jaunauce
La Casa Senyorial de Jaunauce (en letó: Jaunauces muižas pils; en alemany: Schloss Neu-Autz) és una casa senyorial a la històrica regió de Curlàndia, al municipi de Saldus a l'oest de Letònia.
Va ser construït al segle xix pel comte Karl Johann Friedrich von Medem, qui va llegar la finca a la seva filla Caroline i al seu espòs Ferdinand von der Ropp el 1827. Va pertànyer a la família von der Ropp fins a la reforma agrària de 1920. L'edifici allotja l'escola primària Jaunauce des de 1931.